# Aydın Örs
Aydın Örs, né en 1946, à Ankara, en Turquie, est un joueur et entraîneur turc de basket-ball. 

## Palmarès
Entraîneur
- Finaliste du championnat d'Europe 2001
- Champion de Turquie 1993, 1994, 1996, 1997 (Efes Pilsen), 2007 (Fenerbahçe Ülker)
- Vainqueur de la coupe de Turquie 1994, 1996, 1997 (Efes Pilsen)
- Vainqueur de la Coupe Korać 1996 (Efes Pilsen)